# Herb gminy Rybno (województwo mazowieckie)
Herb gminy Rybno – jeden z symboli gminy Rybno, autorstwa Zdzisława Kryściaka i Jacka Rutkowskiego, ustanowiony 3 października 2019.

## Wygląd i symbolika
Herb przedstawia na tarczy w polu czerwonym chorągiew kościelną o trzech strefach złotą z takimże krzyżem kawalerskim na szczycie drzewca, nad nożem rzeźniczym złotym. Chorągiew nawiązuje do herbu rodowego Rybińskich i najwybitniejszego przedstawiciela rodu Gotarda z Rybna - herbu Radwan. Nóż jest atrybutem św. Bartłomieja, pod wezwaniem którego znajduje się miejscowy kościół.